# Yohan Kely Viola
Yohan Kely Viola Sánchez (nacido en San Juan de la Maguana, República Dominicana, el 21 de octubre de 1981) es un futbolista profesional dominicano, se desempeña en el terreno de juego como delantero extremo o mediocampista ofensivo y su actual equipo es el Associazione Calcio Sementina de la 2. Liga de Suiza.

## Clubes
| Club                       | País  | Año           |
| -------------------------- | ----- | ------------- |
| Associazione Calcio Lugano | Suiza | 2002–2003     |
| Football Club Chiasso      | Suiza | 2003-2004     |
| Associazione Calcio Lugano | Suiza | 2004-2006     |
| FC Winterthur              | Suiza | 2006-2008     |
| GC Biaschesi               | Suiza | 2008-2010     |
| SC Düdingen                | Suiza | 2010-2011     |
| FC Fribourg                | Suiza | 2011-2012     |
| Neuchâtel Xamax FC         | Suiza | 2012-2013     |
| FC Porza                   | Suiza | 2014-2015     |
| A. C. Sementina            | Suiza | 2015-presente |